# Mount Tiedemann
Mount Tiedemann je s nadmořskou výškou 3 838 metrů druhá nejvyšší hora Pobřežních hor. Nachází se na jihozápadě Kanady, na jihozápadě Britské Kolumbie, necelé 3 kilometry severovýchodně od nejvyššího vrcholu Pobřežních hor, hory Mount Waddington. Mount Tiedemann je součástí horského pásma Pacific Ranges.
Hora je pojmenovaná podle architekta a zeměměřiče Hermanna O. Tiedemanna původem z Berlína.